# Alceste (Händel)
Alceste (títol original en , en català Alceste), Händel-Werke-Verzeichnis 45, és una mascarada en quatre actes composta el 1750 per Georg Friedrich Händel sobre un llibret en  de Tobias Smollett. Es va estrenar el maig 1750.